# 卡盧加

卡盧加旗幟

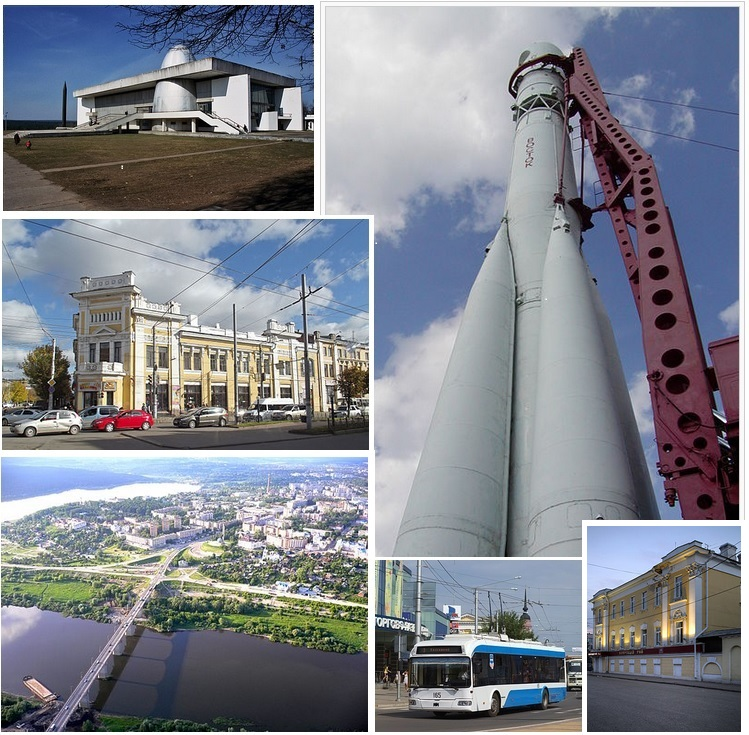
卡卢加

卡卢加 （羅馬化：Kaluga）是俄罗斯卡卢加州的首府。位於奥卡河畔，距离首都莫斯科188公里。人口331,842人（2021年）。
最早的文献记载见于1371年。